# Papyrus 90
Papyrus 90 (volgens de nummering van Aland) of {\displaystyle {\mathfrak {P}}}90 of Oxyrr L 3523 is een klein fragment van het Evangelie volgens Johannes 18:36 – 19:7 waarvan men op grond van het schrifttype aanneemt dat het gedateerd moet worden aan het einde van de tweede eeuw.
De Griekse tekst van deze codex is een vertegenwoordiger van het Alexandrijnse of neutrale teksttype.
Aland plaatst het vanwege de ouderdom in Categorie I van zijn Categorieën van manuscripten van het Nieuwe Testament.
Volgens Comfort is de tekst van Papyrus 90 nauw verwant aan die van Papyrus 66 en ook verwant aan de codex Sinaiticus.
De grootte is 16 bij 12 cm; het handschrift is gevonden in Oxyrhynchus (Egypte) en wordt bewaard in de Art, Archaeology and Ancient World Library te Oxford.

## Griekse tekst
De papyrus is beschreven aan beide kanten. We geven hier de tekst die op het fragment is te lezen met vette letters weer; en vullen niet vet de onvolledige verzen aan.
Evangelie volgens Johannes 18:36-19:1 (recto)
ΒΑΣΙΛΕΙΑ H EMH OI ΥΠΗΡΕΤΑΙ OI EMOI

ΗΓΩNIZONTO AN INA MH ΠΑΡΑΔΟΘΩ

ΤΟΙΣ ΙΟΥΔΑΙΟΙΣ NYN ΔΕ H ΒΑΣΙΛΕΙΑ H

EMH OYK EΣΤIN ENTEYΘEN EIΠEN

OYN ΑΥΤΩ O ΠΕΙΛΑΤΟΣ OYKOYN ΒΑΣΙ-

ΛΕΥΣ ΣΥ EI ΑΠΕΚΡΙΘΗ O ΙΣΕ ΣΥ ΛΕΓΕΙΣ

OTI ΒΑΣΙΛΕΥΣ EIMI ΕΓΩ ΕΙΣ TOYTO 

ΓEΓENNHMAI KAI ΕΙΣ TOYTO ΕΛΗΛΥΘ-

A ΕΙΣ TON KOΣMON INA MAPTYPH-

ΣΩ TH ΑΛΗΘΕΙΑ ΠΑΣ O ΩN EK ΤΗΣ

ΑΛΗΘΕΙΑΣ AKOYEI MOY ΤΗΣ ΦΩNHΣ

ΛΕΓΕΙ ΑΥΤΩ O ΠΕΙΛΑΤΟΣ TI EΣΤIN

ΑΛΗΘΕΙΑ KAI TOYTO EIΠΩN ΠΑΛIN

ΕΞHΛΘEN ΠΡΟΣ ΤΟΥΣ ΙΟΥΔΑΙΟΥΣ

KAI ΛΕΓΕΙ ΑΥΤΟΙΣ ΕΓΩ OYΔEMIAN

ΕΥΡΙΣΚΩ EN ΑΥΤΩ AITIAN EΣΤIN

ΔΕ ΣΥNHΘEIA YMEIN INA ENA ΑΠ-

ΟΛΥΣΩ YMEIN EN ΤΩ ΠΑΣΧΑ ΒΟΥΛΕ-

ΣΘΕ OYN INA ΑΠΟΛΥΣΩ YMIN TON

ΒΑΣΙΛΕΑ TΩN ΙΟΥΔΑIΩN ΕΚΡΑΥΓ-

ΑΣAN OYN ΠΑΛIN ΛΕΓONΤΕΣ MH

TOYTON ΑΛΛΑ TON BAPABBAN HN

DE O ΒΑΡΑΒΒΑΣ ΛΗΣΤΗΣ TOTE OYN

ΛΑΒΩN O ΠΕΙΛΑΤΟΣ TON ΙΣΕ KAI EMA-
koninkrijk, mijn dienaren voor mij hadden 

gestreden, om te voorkomen dat ik zou worden uitgeleverd 

aan de Joden. Maar dit koninkrijk van 

mij is niet van hier. Toen zei 

Pilatus tegen hem: "Dus 

u bent een koning?" Antwoordde  Jezus, "U zegt 

dat een koning ik ben. Hiertoe ben ik 

geboren en hiertoe 

ben ik gekomen in de wereld, zodat

ik zou getuigen van de waarheid. Ieder die uit de 

waarheid is hoort mijn stem."

Pilatus zei tegen hem "Wat is 

waarheid?" En dit gezegd hebbend, weer

ging hij naar buiten naar de Joden 

en zei tegen hen: "Ik vind niet 

in hem schuld. Er is echter 

de gewoonte onder u, dat 

ik iemand vrijlaat met Pasen: 

wilt u dat ik u vrijlaat 

de koning der Joden?" 

Ze schreeuwden opnieuw, zeggende, "Niet deze 

man, maar Barabbas!"

Barabbas nu, was een rover. Toen 

nam Pilatus Jezus, en
Evangelie volgens Johannes 19:1-7 (verso; keerzijde)
ΣΤIΓΩΣΕN KAI OI ΣΤΡΑΤΙΩΤΑΙ ΠΛΕ-

ΞANΤΕΣ ΣΤEΦANON ΕΞ AKANΘΩN

EΠEΘHKAN AYTOY TH ΚΕΦΑΛΗ KAI

IMATION ΠΟΡΦΥΡOYN ΠΕΡΙΕΒΑ-

ΛON AYTON KAI HPXONTO ΠΡΟΣ AY-

TON KAI EΛΕΓON XAIPE O ΒΑΣΙΛΕΥ-

Σ ΤΩN ΙΟΥΔΑIΩN KAI ΕΔIΔOΣAN AY-

ΤΩ ΡΑΠΙΣΜΑΤΑ ΕΞHΛΘEN ΠΑΛIN

O ΠΕΙΛΑΤΟΣ KAI LEΓEI ΑΥΤΟΙΣ ΙΔΕ

ΑΓΩ YMIN AYTON ΕΞΩ INA ΓNΩ-

TE OTI AITIAN EN ΑΥΤΩ OYX ΕΥΡΙΣ-

ΚΩ ΕΞHΛΘEN OYN O ΙΣΕ ΕΞΩ ΦΟΡ-

ΩN TON AKANΘINON ΣΤEΦANON

KAI TO ΠΟΡΦΥΡOYN IMATION KAI

ΛΕΓΕΙ ΑΥΤΟΙΣ ΙΔΟΥ O ANΘPΩΠOΣ

OTE OYN EIΔON AYTON OI ΑΡΧΙΕΡΕΙΣ

KAI OI ΥΠΗΡΕΤΑΙ EKPAZAN LEΓON-

ΤΕΣ ΣΤΑΥΡΩΣON AYTON ΛΕΓΕΙ AY-

ΤΟΙΣ O ΠΕΙΛΑΤΟΣ ΛΑΒΕΤΕ ΥΜΕΙΣ

AYTON KAI ΣΤΑΥΡΩΣΑΤΕ ΕΓΩ ΓΑΡ

OYX ΕΥΡΙΣΚΩ EN ΑΥΤΩ AITIAN

ΑΠΕΚΡΙΘΗΣAN OI ΙΟΥΔΑΙΟΙ ΗΜΕΙΣ

NOMON EXOMEN KAI KATA TON
geselde hem. En de soldaten hadden 

gemaakt een doornenkroon, 

zetten die op zijn hoofd en 

een mantel van purper deden ze hem 

om en ze liepen op hem toe, 

en zeiden "Leve de Koning 

der Joden!" en ze gaven hem 

vuistslagen. En ging voort 

Pilatus, en zei tegen hen, "Zie, 

Ik zal hem aan u tonen, zodat u weet 

dat iets verkeerds ik niet kan vinden in hem." 

Kwam naar buiten toen Jezus, dragende 

de doornenkroon, 

en de purperen mantel. 

Pilatus zei tegen hen: "Hier is hij, de mens!" 

Toen ze zagen Hem, de hogepriesters 

en oversten schreeuwden, zeggende 

"Kruisig Hem!" Zei tegen hen 

Pilatus, "Nemen jullie 

hem, en kruisig hem: want ik 

vind in Hem geen schuld." 

Antwoordden de Joden: "Wij 

hebben een wet, en volgens die